# Transport Act 2000
Der Transport Act 2000 war ein im Jahr 2000 von der britischen Regierung unter Premierminister Tony Blair erwirktes Verkehrswegegesetz.
Er legte nicht nur die gesetzliche Grundlage für die Einführung von Straßenbenutzungsgebühren. Auch der mit dem Transport Act 1962 gegründete British Railways Board, der mit der Privatisierung von einem Großteil seiner Aufgaben entkleidet worden war, wurde aufgelöst. Die Entscheidung über Streckenstilllegungen lag mit dem Transport Act 2000 wieder gänzlich beim Verkehrsministerium. Die Strategic Rail Authority wurde als Behörde gegründet, welche die Oberaufsicht über den Schienenverkehr im Vereinigten Königreich innehatte, aber auch die Gesamtstrategie festlegte und Betriebskonzessionen vergab.